# Göteborgs stad (stadskommun)
Göteborgs stad var en stad i Göteborgs och Bohus län som existerade mellan 1863 och 1971, varefter den, liksom alla svenska städer, bytte betecknngen stad mot kommun. För kommunens historia efter 1971, se Göteborgs kommun.

## Administrativ historik
Det första Göteborg anlades på Hisingen vid Göta älv och fick tillfälliga stadsprivilegier 1603 av kung Karl IX och regelrätta privilegier 1607. Staden brändes av danskarna 1611. Den nya (nuvarande) staden Göteborg fick tillfälliga stadsprivilegier 1619 och regelrätta privilegier den 4 juni 1621, av kung Gustav II Adolf. 
Staden blev en egen kommun, enligt Förordning om kommunalstyrelse i stad (SFS 1862:14), från och med den 1 januari 1863, då Sveriges kommunsystem infördes.
Stadens territorium ändrades flera gånger (årtal avser den 1 januari det året om inget annat anges):
- 1868 inkorporerades Karl Johans landskommun med Älvsborgs Kungsladugård
- 1871 med 3/80 mantal av Krokslätt Norgården
- 1883 med Tingstadsvassen samt Landala och delar av Gibraltar
- 1904 med delar av Stora och Lilla Änggården i Örgryte kommun
- 1906 med Lundby landskommun
- 1909 med delar av Kålltorp i Örgryte kommun
- 1918 med delar av Änggården i Örgryte kommun
- 1922 med resterande delar av Örgryte landskommun
- 1928 med del av Partille landskommun, bland annat Utby
- 1930 med del av Angereds landskommun
- 1931 med Nya Varvets landskommun
- 1936 med del av Backa landskommun
- 1940 med del av Björlanda landskommun
- 1945 med Västra Frölunda landskommun
- 1948 - Enligt beslut den 25 augusti 1947 inkorporerades Backa landskommun och Backa socken med 4 202 invånare och omfattande en areal av 14,62 km², varav 14,20 km² land.[2]
- 1949 - Enligt beslut den 16 januari 1948 överfördes från Säve landskommun till Göteborgs stad och Backa församling ett område av fastigheterna Tagene Norgård 3:3 och 3:7-3:9, med 5 invånare och omfattande 0,19 km², varav 0,16 km² land.[2]
- 1950 - Enligt beslut den 17 december 1948 och den 31 mars 1950 överfördes från Mölndals stad och Mölndals församling till Göteborgs stad och Västra Frölunda församling, Västra Frölunda kyrkobokföringsdistrikt ett obebott område omfattande en areal av 0,03 km², varav allt land.[2]
- 1 juli 1950 - Det obebodda området som inkorporerats från Mölndals stad överfördes också till Göteborgs stad i avseende på fastighetsredovisningen.[2]
- 1951 - Enligt beslut den 3 mars 1950 överfördes från Mölndals stad och församling till Göteborgs stad och Annedals församling vissa områden med 107 invånare, och omfattande en areal av 2,02 km², varav 2,00 km² land. Enligt samma beslut överfördes från Mölndals stad och församling till Göteborgs stad och Örgryte församling vissa obebodda områden, omfattande en areal av 0,17 km², varav allt land.[2]
- 1960 - Från Torslanda landskommun och Björlanda församling inkorporerades i Göteborgs stad och Biskopsgårdens kyrkobokföringsdistrikt området Vikansby och Halvorsäng, omfattande en areal av 2,42 km², varav 2,41 km² land, och 27 invånare.[3]
- 1967 - Landskommunerna Torslanda, Tuve, Säve och Angered samt Bergums församling ur Stora Lundby landskommun inkorporerades i staden.[4]

Den 1 januari 1971 ombildades staden till Göteborgs kommun.
Staden hade en egen jurisdiktion i Göteborgs rådhusrätt som 1 januari 1971 ombildades till Göteborgs tingsrätt. 
Stadsförsamlingen Göteborgs domkyrkoförsamling utbröts ur Örgryte församling 1619. År 1623 utbröts ur domkyrkoförsamlingen Göteborgs Tyska församling, 1883 utbröts Göteborgs Haga församling och Göteborgs Masthuggs församling och 1908 utbröts Göteborgs Vasa församling. Inkorporerade landskommuner behöll dock sina församlingar

## Stadsvapnet
Blasonering: I blått fält tre av vågskuror bildade ginbalkar av silver, överlagda med ett vänstervänt, gyllene, med sluten krona krönt lejon med svansen kluven och tunga, tänder och klor röda, svingande med högra framtassen ett gyllene svärd och hållande i den vänstra en blå sköld, vari tre gyllene kronor, ordnade två och en.
Göteborgs stadsvapen fastställdes 1952.

## Geografi
Göteborgs stad omfattade den 1 januari 1952 en areal av 144,03 km², varav 136,93 km² land. Efter nymätningar och arealberäkningar färdiga den 1 januari 1956 omfattade staden den 1 november 1960 (enligt indelningen den 1 januari 1961) en areal av 147,06 km², varav 139,94 km² land.

### Tätorter i staden 1960
| Tätort            | Folkmängd |
| ----------------- | --------- |
| Göteborg, del ava | 401 956   |
| Näset             | 1 818     |

Tätortsgraden i staden var den 1 november 1960 99,9 procent. Göteborg var 1960 Sveriges näst största tätort, efter Stockholm och före Malmö.

## Politik

### Mandatfördelning i Göteborgs stad, valen 1912–1966
| 8 |  | 22 | 29 |

| 11 | 20 | 29 |

| 15 | 17 | 28 |

| 21 | 16 | 23 |

| 26 | 14 | 20 |

| 54 |

| 29 | 11 | 20 |

| 55 |

| 3 | 31 |  | 6 | 19 |

| 56 |

| 7 | 25 | 10 | 18 |

| 55 |

| 32 | 8 | 20 |

| 55 |

| 5 | 27 |  |  | 8 | 16 |

| 53 |

| 8 | 30 | 8 | 14 |

| 53 |

| 10 | 30 | 8 | 12 |

| 52 |

| 15 | 23 | 13 | 9 |

| 46 | 14 |

| 6 | 25 | 24 | 5 |

| 48 | 12 |

| 7 | 24 | 22 | 7 |

| 48 | 12 |

| 5 | 24 | 18 | 13 |

| 49 | 11 |

| 5 | 28 | 18 | 9 |

| 49 | 11 |

| 9 | 30 |  | 27 | 13 |

| 66 | 14 |